# 金型

ダイによる曲げプレス加工（動画）

金型（かながた、英: die）とは、工業製品の金属製や樹脂製の部品をプレス加工のような塑性加工や射出成型などにより製造するための型のことであり、模型をさす場合もある。多くが金属製であるが例外もある。また、加工工具の一種とも見られるが、工具が集団的にシステム化し特定の部材成形に特化している点に大きな違いがある。
鋳造でも使われる母型（おもがた）から、砂製を「砂型」、金属製を「金型」と呼んだことが語源と考えられる。

## 概論
凸部は雄型でコア(Core)とも呼ばれ、凹部は雌型でキャビティー(Cavity)とも呼ばれる。
射出成形機へ金型を取り付ける場合、必ずキャビティーが固定側となり、コアが可動側となる。

### 製造業での重要資産
金型は、製造業での製品の外観の優劣や品質・性能あるいは生産性を左右する重要な要素であるため、その製作に当たっては時間と費用が掛けられ、完成した金型は容易に交換出来ない重要な資産として扱われる。自社で製作する場合と、専門の会社に製作を依頼することもある。金型には設計情報を転写する機能があり、精密部品などの金型については、マイクロメートル単位の正確さが求められる。ドイツなどでは「金型は生産工学の王」であるとも表現される。

### 材質
金型を構成する標準的な材質は工具鋼であり、最近ではセラミックスなどが使用される場合も増えている。
主な金属材質は鉄 - 炭素 - クロムをベースとした合金に隠し味としてモリブデン - タングステン等を加えて構成されているダイス鋼、高速度工具鋼などの高度に合金化された鉄鋼材料が主流である。冷間鍛造のパンチなどには超硬合金も一部ある。工具鋼の殆どは熱処理加工を施すため、加工製品のモデルチェンジなどの際の改造が可能で低コストであるが超硬は切削加工不能な超硬合金よりもコストが高くなり一部しか使用しない。また初期コストも形状の複雑さが増すにしたがってそのコスト差は開いてゆく。そのためプリハードン鋼と呼ばれる焼入れ不要で、ある程度硬度を持ちながら切削加工が可能な材料を使用する事があるが、鋼の特質を上手に利用しているやり方とは言えず、結果的にコスト高を招いている例がある。

### 耐摩耗性と表面処理
金型は可能な限り材質の強化が行われて使用されるが、製造数が増える中、摩耗、変形、破壊するため耐久性の問題に関心が集まる。そのため成形によって金型の表面損傷が考えられる場合はあらかじめ無電解ニッケルめっき（カニゼンメッキ）、硬質クロムめっき、PVD皮膜やCVDによるTiC皮膜処理やTD処理など工具鋼中に入っている炭化物をさらに被覆するような、様々な表面処理が施される。最近では前述の様にセラミックを使用する事により耐摩耗を改善する努力がされている。しかしセラミックでは硬度が高すぎて、実際に塑性加工する材料によっては破損の危険が高まる。工具鋼とセラミックスの中間的な材質に超硬合金があり、これは少量使用される。ただし、工具鋼は材料強度の高さを利用して、熱処理前は比較的やわらかく加工でき、熱処理後の耐摩耗性は格段に向上するといった性質を利用した製造法をとっているのに対し、超硬はその方法が出来ないためコスト高になり、限定的な使用にとどまっている。また最近では自己潤滑性のある工具鋼が開発されてきており、かならずしも表面処理の適用が主流ではなく潤滑油と鋼材の相性などの追及なども現場レベルでは行われている。

## 分類
金型は大きく2種類に分類できる。1つは成形荷重が高く開口部を持つ開放型の「ダイ」("Die") と、もう1つは比較的成形荷重が低く閉鎖空間によって成形を行う密閉型の「モールド」("Mold") である。
- ダイ
  - プレス金型
  - 鍛造型
  - 板金機械用金型
  - 専用機用金型
  - 金属以外のシート材用抜き型
- モールド
  - プラスチック用射出成形型
  - プラスチック用圧縮成形型
  - ダイカスト型
  - ガラス型
  - ゴム型
  - 粉末成形型
  - 金属射出成形金型[3]

## 主要な分類

### プレス金型
開放型。主に自動車部品、家電部品の加工で使われる。ほぼ均一な厚みのものを加工するのに適している。金型内で、多くはフープ材と呼ばれる金属の板をコイル状にまとめた金属材料を打ち抜き、曲げ加工を行う。材料から最終形状まで1度に行うことは少なく、幾度かに分けて行うことが多い。また主要な成形後も必要に応じて後工程として、バリ取りのような加工や、めっき、塗装などの表面処理を行なう。
主に鉄や銅、アルミニウムを加工するが、樹脂シートの加工用金型もこれに含まれる場合もある。

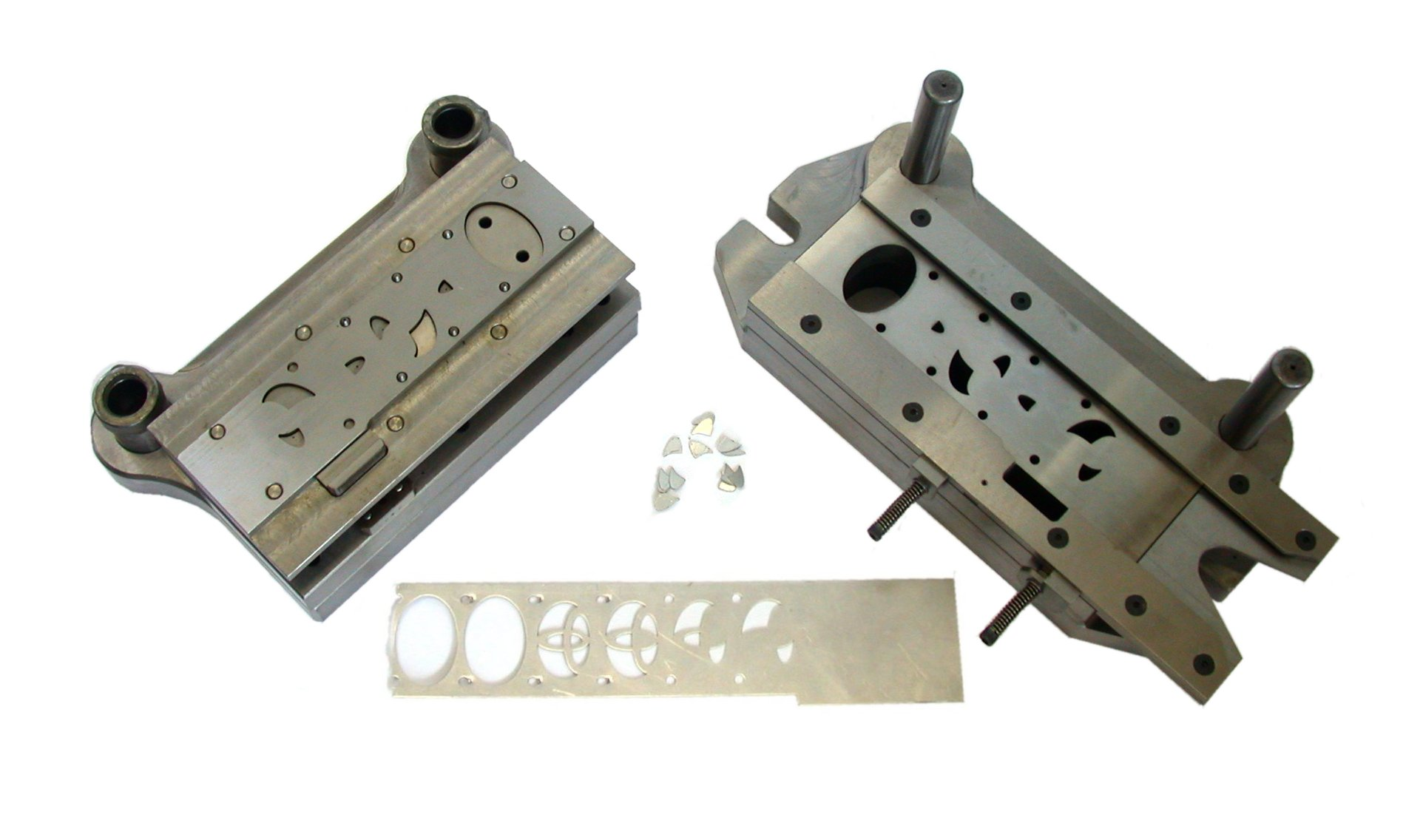
順送型金型の例

プレス金型は次の2つに分けられる。
- 1金型1工程の単型
- 1金型複数工程の順送型

さらに以下のような小分類に分けられる。
- 絞り型
- 曲げ型
- 抜き型
- 寄曲型

### 鍛造型
金型内の金属材料に高い圧力を加えることによる塑性変形により形状を作る。金型による材料拘束の度合いにより、開放型・半密閉型・密閉型に大別され、後者になるほどバリの排出量が少なく歩留まりが高く、仕上げ加工も少なくなってネットシェイプに近づくが、鍛造時の加工力（プレス荷重）は大きくなるため、鍛造プレス上の制約や、金型に掛かる負荷は大きい。加工材にもよるが、塑性変形による加工硬化が期待できる。金型の素材には、熱処理や表面処理によって表面硬度を高めた工具鋼が用いられる。レシプロエンジンのコネクティングロッド（コンロッド）のように、肉厚が厚く、強度が必要な製品の加工に適している。
自動車用部品の製造では、数工程に分けて基材料を徐々に製品寸法に加工するのが一般的で、その工程の目的に応じて、ロール型・つぶし型・粗成形型・仕上げ型・ピアス型・トリム型などに分けられる。これらの各工程は単一の鍛造プレスマシンベッド上に展開されるのが一般的であるが。材料温度が低下しても問題が発生しないなら、ピアスやトリムが別マシンで行われることもある。
加工時の温度により、冷間鍛造と熱間鍛造に分かれる。一般的に、熱間に比べると冷間時の材料変形能は小さいため、大きな加工力が必要で、金型が受ける荷重も大きい。鍛造後は工作機械で仕上げ加工を行う場合が特に熱間鍛造では頻度が多くなる。

### 鋳造型
鋳造型の金型は密閉型、または開放型に分類できる。また、溶融させた金属（溶湯、ようとう）を直接金型に注ぎ込んで鋳造を行う金型鋳造型と、溶湯を注ぎ込むための鋳型を成型するための鋳型造型型に大別される。前者では､ダイカスト (die casting) 型、後者では生砂型がその代表例である。自動車用エンジンのシリンダーブロック、シリンダーヘッド、トランスミッションケースなど、成形自由度が高く、適用範囲は膨大である。
ダイカスト型は、金型鋳造型という性質上、溶融金属と接する面の温度変化が激しい。これはヒートチェックと呼ばれる金型損傷の原因となる。これを抑制するために表面硬度をHRc45程度にまで高めた熱間工具鋼が金型材料として用いられる。一方、鋳型造型型ではこのような懸念が無いため、経済性の観点から金型材料として合金鋳鉄（鋳物なので金型最終形状に近い材料が製作できる、また、工具鋼に比べて切削が容易、などの理由）を使用するが、ロストワックスのように金型温度制御が必要な金型では、ジュラルミンなどのアルミ合金も用いられる。
湯口と呼ばれる開口部から溶融させた鉄やアルミニウムを流し込み成型を行う。ほとんどの場合、凝固に伴う精度誤差や鋳肌の荒れなどで鋳造後に工作機械で後加工を行う。鋳造用の砂型はmoldであり、砂型造型用の金属製模型patternのことを金型と呼ぶ。

#### スライド金型
金属ダイカストや樹脂射出成型用の金型で用いられる、通常だと2枚合わせになるコアとキャビティに、別方向（普通はコア往復に対し直交）にスライド動作する、駒やスライドコアと呼ばれる小金型がついており、そのままでは形状的に型から抜けないアンダーカット部がある成型に対応できる。スライドは1つとは限らず、コスト上昇に見合う付加価値製品なら4つや6つというものもある。
従来は形状的制約から工数のかかるインベストメント鋳造や切削加工でしか対応できなかった領域にも、スライド金型により対応可能な範囲が拡大した。2000年代以後はプラモデルでもパーツ分割数を減らし美観や強度、金型の規模とコスト縮減などの有利が認められ、利用が増えている。

### 射出成形型
密閉型。プラモデルや携帯電話の外装など、多くのプラスチック製品の作成で用いられている。射出成形機内の金型により、型締め、プラスチック材料の溶融（プラ湯）、閉じた金型の空洞部に対しての加圧注入、冷却を行うことにより形状を作る。

### ブロー成形型
密閉型。空気などのガスを原材料に噴きつけて金型に押し付け、製品を作るための金型。多くのプラスチック製品の製造ではプラスチックシート材から直接、ブロー成形される方法や、ペットボトル、ガラス瓶などは射出成形によってバリソンを作った後にブロー成形される方法がある。特にペットボトルの製造ではコスト削減の必要性から出来るだけ肉厚を薄くするために厚さ制御が重要となる。自動車用ガソリンタンクの製造では、内外2層の異なる樹脂を使用することも可能とされている。空気抜き孔を持った、熱伝導の良いアルミ合金製金型が多い。「圧空成形」とも呼ばれる。ペットボトルやソフビフィギュア等は素材の柔軟性を生かして成型後にある程度は型と干渉する形状でも引き抜くことができる。

### 圧縮成形型
密閉型。自動車のタイヤなど、型に材料を入れた後、型で押し込んで製品を作るための金型。

### 真空成形型
半密閉型。卵パック､プラスチック容器など、温めたシート状の材料を型にセットし､型に空けた無数の穴から中の空気を抜き、大気圧で型に押し付け製品を作るための金型。

### 回転成形型
半密閉型。大型タンク容器・ローリータンクなどの大型ポリタンク製品を作るための金型、金型を熱し粉末状のポリエチレンを入れ、金型自体を回転させて成形させる。

### 押出し金型
半開放型。アルミサッシのレール、冷却用フィンチューブ、繊維製品などの長尺物の成形を行う。アルミやプラスチックなどの母材を目的形状の断面を持つ押出しダイスに対し押し付け､均一断面の長尺製品を作成する。内部が空洞の形状や格子形状も製造できる。アルミサッシなどの金属母材では熱間押出しが行なわれる。プラスチックでは一度分断された後で再融合した境界面に「ウェルド」や「ウェルドライン」と呼ばれる痕跡の線が現れることがあり、場合によっては不良となる。金属と樹脂のいずれも、押出しダイスから出たところで少し変形したり、何らかの曲がり変形を起こすので、変形量を見込んだダイス形状を作り、ダイスの出口側の「ランド」と呼ばれる直線部分の長さを長くするなどで、変形量を制御するなどの工夫がなされている。
中実製品の製造には単体の「ソリッドダイ」が使われるが、中空製品の製造にはオス・メスという内外部分より構成される「ホローダイ」が使われる。
この分野は、1995年以降ほとんど技術の高度化は見られていない。自動車用廃ガス対策用セラミックハニカムは粉末押出しによって製造される。

### 金属粉末射出成形金型
金属粉末射出成形金型は金属粉末を射出成形によって形作るための金型である。材料には金属粉末とともにバインダと呼ばれる合成樹脂のような添加剤を加えておき、粘土状の材料を金型内に圧力を加えて流し込んで成形する。成形後に加熱炉に入れてバインダを蒸発させて金属だけを残し、さらに焼結炉に移して、金属を焼結する。利用できる金属に制限がないが収縮するために金型の形状はそれを見込んで製作されなければならない。

### スタンパ
レコードやCDやDVDやBDの製造において使用される。原型のワックス型（蜜蜂の巣から採取される）に硝酸銀の還元反応により銀メッキを施し導電化してから無電解ニッケルメッキカニゼンメッキを施してから裏面を銅の電鋳によって裏打ちする。レコードやCD、DVD、BDのプレスによる量産に用いられる。他にも偽造防止用のホログラムシートの作成にも同様の技術が用いられる。

## 金型の管理
金型は、製造業者が自社工場で使用する場合のほかに、外注工場に貸し出しを行うこともある。この金型を、発注者からみて、預け金型と呼び、金型台帳などで管理する。量産に使用する金型は通常、普通の加工設備と同様に固定資産として管理される。
また、コスト削減などを理由に、海外に無償で金型を提供し、それを用いて作った製品を輸入する例も多くなっている。その場合、商品輸入時には税関に、輸入商品の代金に金型代金を加算して申告する必要がある。この理由は、金型の費用を輸入商品の原価に算入するか否かによって輸入商品の価格が大きく変わるため、正しい関税ならびに消費税の課税ができなくなるためである。なお、最終的に消費税は製品価格に転嫁される性質のものであるため、この措置によって事業者の税負担は増えるものではない。

### 下請けに金型保管を強要する行為
2024年から2025年にかけ、公正取引委員会は日本国内の自動車メーカー子会社に対し、金型の無償保管を下請け50社に強要したとして下請代金支払遅延等防止法違反を指摘、適正な保管費用を支払うよう勧告する事例が相次いだ。同様の指摘は、同年、携帯電話基地局などのアンテナを製造するメーカーに対しても行われた。

## QMC・QDC
QMC system(Quick Mold Change, 迅速金型交換システム）及びQDC system（Quick Die Change system, ダイ迅速交換システム）とは、プレス機等の造型機に付随した、金型交換作業を短時間で済ませる装置のことであり、工作機械では工具を自動交換することで生産性を向上しているように、金型の交換を半自動的に交換する機械装置である。
自動車車体用プレス加工では、QMC導入以前は1時間から数時間かかっていた金型交換作業が、QMCシステムによって5-10分以内に迅速化出来ている。こういった交換システムでは「ムービングボルスター」と呼ばれる移動台が採用されている。

## 再生産
自動車のような民生用工業製品では、生産中止後も補修部品としてさまざまな部品の要求がある。消耗の激しい物や小型部品はあらかじめ余剰に生産しておいて在庫保管とする物が多いが、他の物で代用可能な部品を除いても、全ての部品の特に大型の部品を常時充分な数だけそろえて持つことは保管経費と資産効率の点で不利益が大きすぎるため、必要に応じて生産することが行なわれる。
このため古い金型も保管され、補修部品が減少したり欠乏品に対する受注発生時に、その金型により極少量の生産が行なわれる。金型によっては保管環境に差があり、露天に置かれていた物は錆び落としから行なわれる。ブランク取りやトリミングはレーザー切断によって行なわれる。試作金型と同様に耐久性が劣るが新たな金型を作る方法によって少量生産が行なわれることも一部では行なわれている。プレス加工では1枚の製品加工でも何枚か試し打ちによって調整する必要があり、無駄な経費となる。古い金型を保管する経費も、新たに簡易な金型を作る方法も共に高価なものとなる。
なお、日本では長期にわたり下請け業者に金型を預け、保管料を負担させる事例が多く見られたことから下請法で制限がかけられている。